# Slovenské kalvínske hlasy
Slovenské kalvínske hlasy egy szlovák nyelven megjelenő egyházi lap volt az egykori  Csehszlovákiában, majd Szlovákiában. Első lapszáma 1930-ban  jelent meg. Szerkesztősége Bánócon volt. A lap 1944-ben szűnt meg.